# Dan McCafferty
William Daniel Dan McCafferty (ur. 14 października 1946 w Dunfermline, zm. 8 listopada 2022) – szkocki wokalista, najbardziej znany jako główny wokalista szkockiego zespołu hardrockowego Nazareth od jego założenia w 1968 roku do przejścia na emeryturę z koncertowania z zespołem w 2013 roku.

## Biografia
McCafferty urodził się w Dunfermline w Szkocji. Pod wpływem takich artystów jak Little Richard, Elvis Presley, Chuck Berry i Otis Redding, stał się jednym z członków założycieli Nazarethu w 1968 roku. Pojawiał się na wszystkich albumach Nazaretu do 2014 roku i koncertował z nimi przez 45 lat. Był współautorem kilku wielkich hitów z Nazaretu, w tym „Broken Down Angel” i „Bad Bad Boy”. Wydał trzy solowe albumy.
McCafferty był żonaty i miał dwoje dzieci. Zmarł 8 listopada 2022 roku w wieku 76 lat.